# Dentelle de Chantilly
Pour les articles homonymes, voir Chantilly (homonymie) et Dentelles.

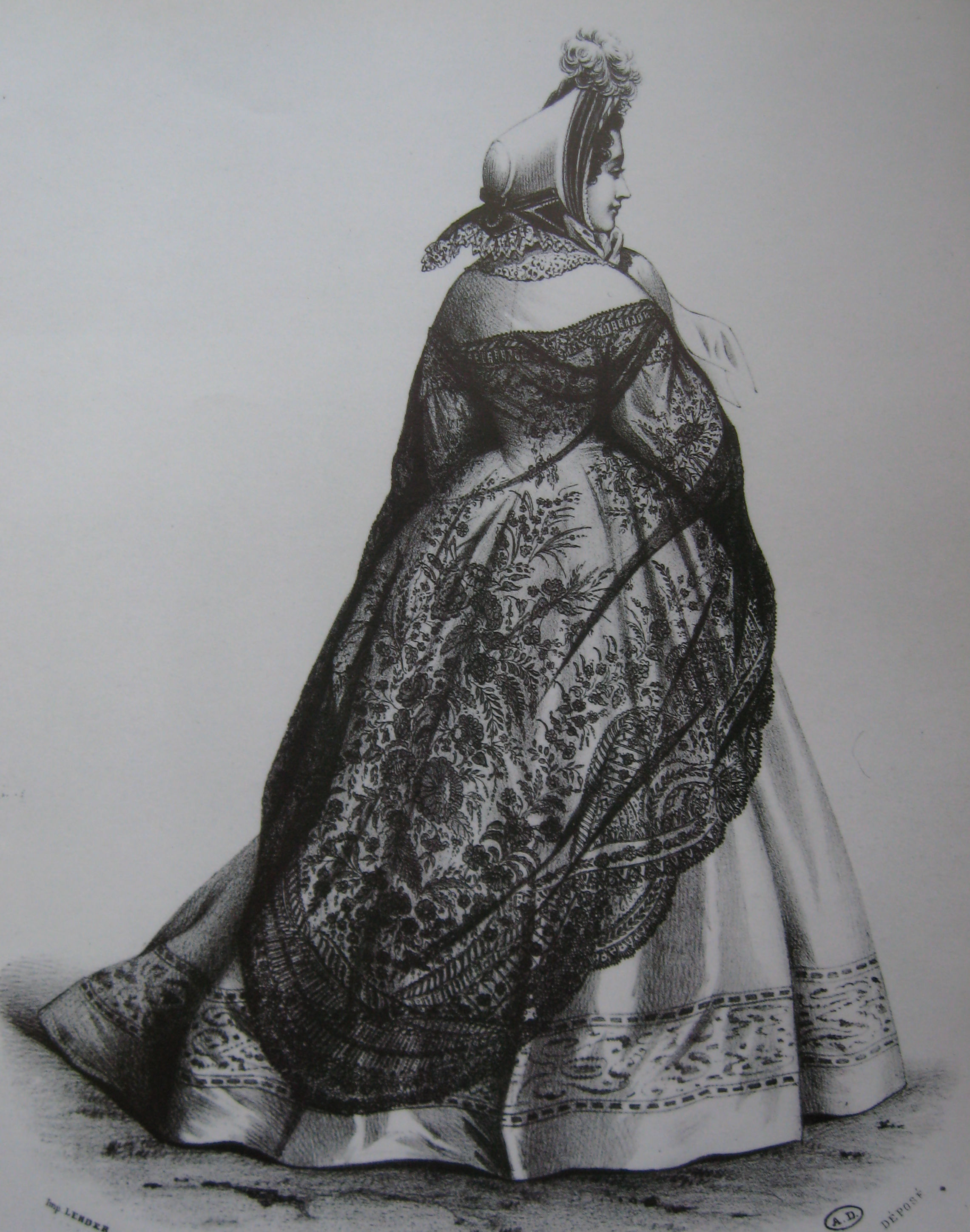
Châle en dentelle de Chantilly en 1865

La dentelle de Chantilly (ou « la Chantilly ») est une dentelle effectuée à la main à l'aide de fuseaux, datant du XVIIe siècle en France et plus particulièrement à Chantilly d'où l'origine de son nom. Elle se base sur les techniques de la « dentelle de Lille », celles de la « dentelle d'Arras » et du « point de Paris » avant de devenir, une dentelle avec ses propres spécificités. Le musée du patrimoine et de la dentelle à Chantilly regroupe la plus grande collection de dentelle de Chantilly de France.

## Techniques de confection
La dentelle de chantilly est à base de « points vitrés »," fond Alençon" avec un fil de soie naturelle, noir (très rarement blanc) appelé « grenadine d'Alais ». Les motifs sont généralement des fleurs et leurs composantes. Ils rappellent ceux effectués à la même époque, au XVIIIe siècle sur la porcelaine de Chantilly. La dentelle de Chantilly se présente en de très grandes pièces réalisées à l'aide de bandes de 8 à 10 cm de largeur cousues entre elles au point de « raccroc ».

## Histoire
Au XVIIe siècle, la duchesse de Longueville développe la confection de la dentelle de Chantilly qui devient populaire et à la mode pendant les règnes de Louis XV et Louis XVI. Ce fut notamment une dentelle favorite de Madame du Barry et de Marie Antoinette. La Révolution française a fait cesser la demande de dentelle ainsi que sa production.
En 1693, Anne de Bavière, épouse du prince de Condé, fonde la première école de dentelle de Chantilly.
Napoléon Ier relance à nouveau les filatures de dentelles de Chantilly, plus particulièrement entre les années 1804 et 1815. La production se réduit à nouveau progressivement dans la première moitié du XIXe siècle. En parallèle, la production se développe dans d'autres centres, particulièrement en Normandie, d'abord à Caen puis à Bayeux. Un autre centre de production se développe dans les Flandres, particulièrement à Grammont. C'est en fait à partir du moment où l'on ne produit presque plus de cette dentelle dans la ville qu'elle prend le nom de Chantilly.
La production de dentelle de Chantilly reprend et atteint sa plus haute popularité sous le Second Empire, de 1852 à 1870, sous l'influence de l'Impératrice Eugénie et avec la mode des châles, des ombrelles, des éventails.
. De huit à neuf mille dentellières sont présentes dans la région cantilienne vers 1851.
En 1844, une machine est brevetée imitant parfaitement la dentelle faite à la main. La production mécanique se développe dans les années 1870, condamnant définitivement la production manuelle, sinon pour quelques pièces de prestige.

### Depuis 2000
De grands noms de la mode comme Givenchy, Dior, Christian Lacroix ou encore Jimmy Choo utilisent la dentelle noire de Chantilly pour plusieurs de leurs collections.

## Utilisation
La dentelle de Chantilly est principalement utilisée pour faire des mantilles ou des robes longues, mais aussi pour la confection de coussins, de cols, de manchettes… 

## Musée de la dentelle de Chantilly
Il y a, à Chantilly, un musée de la dentelle de Chantilly où plus de 1000 pièces sont conservées,.

## Galerie

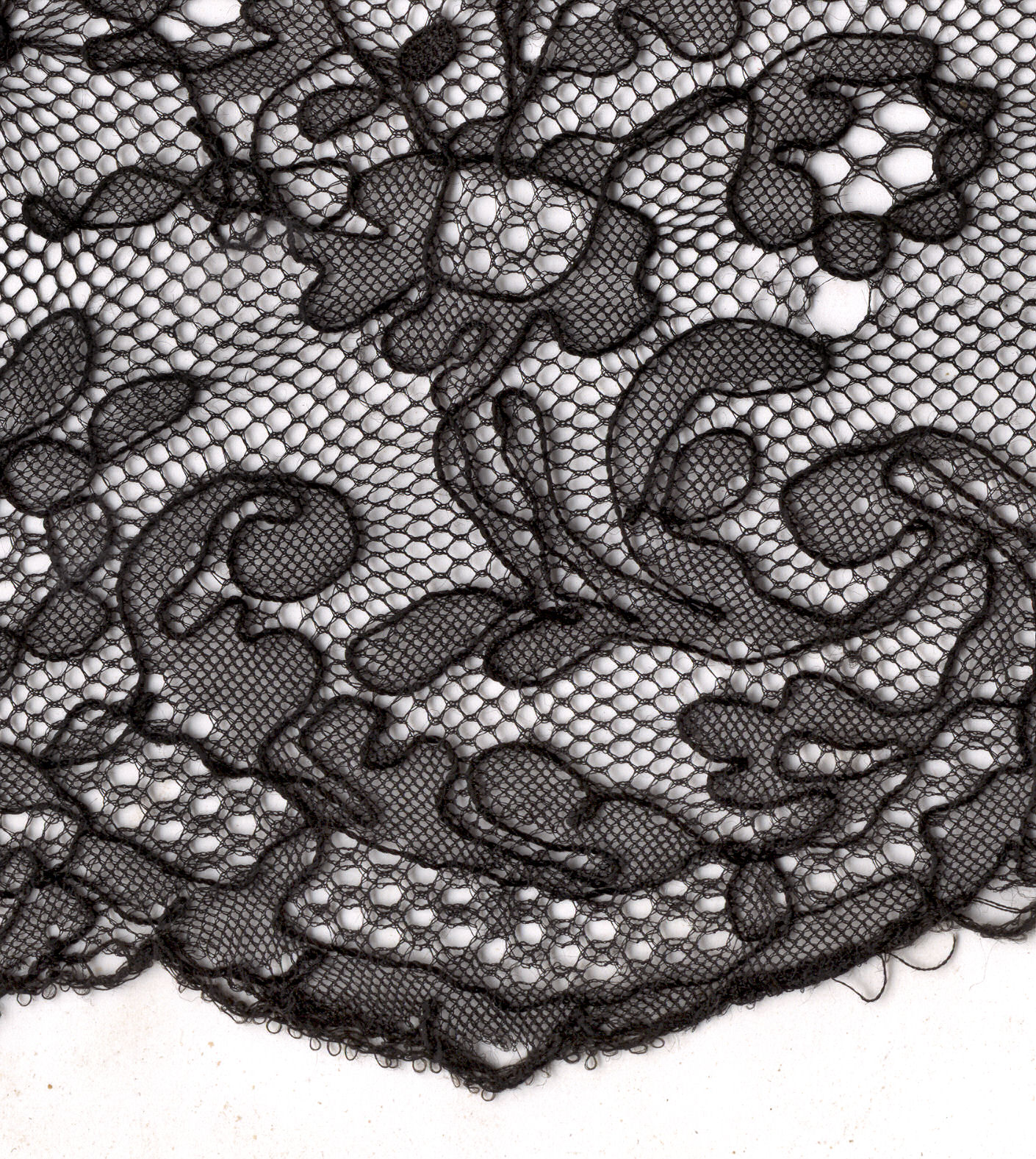
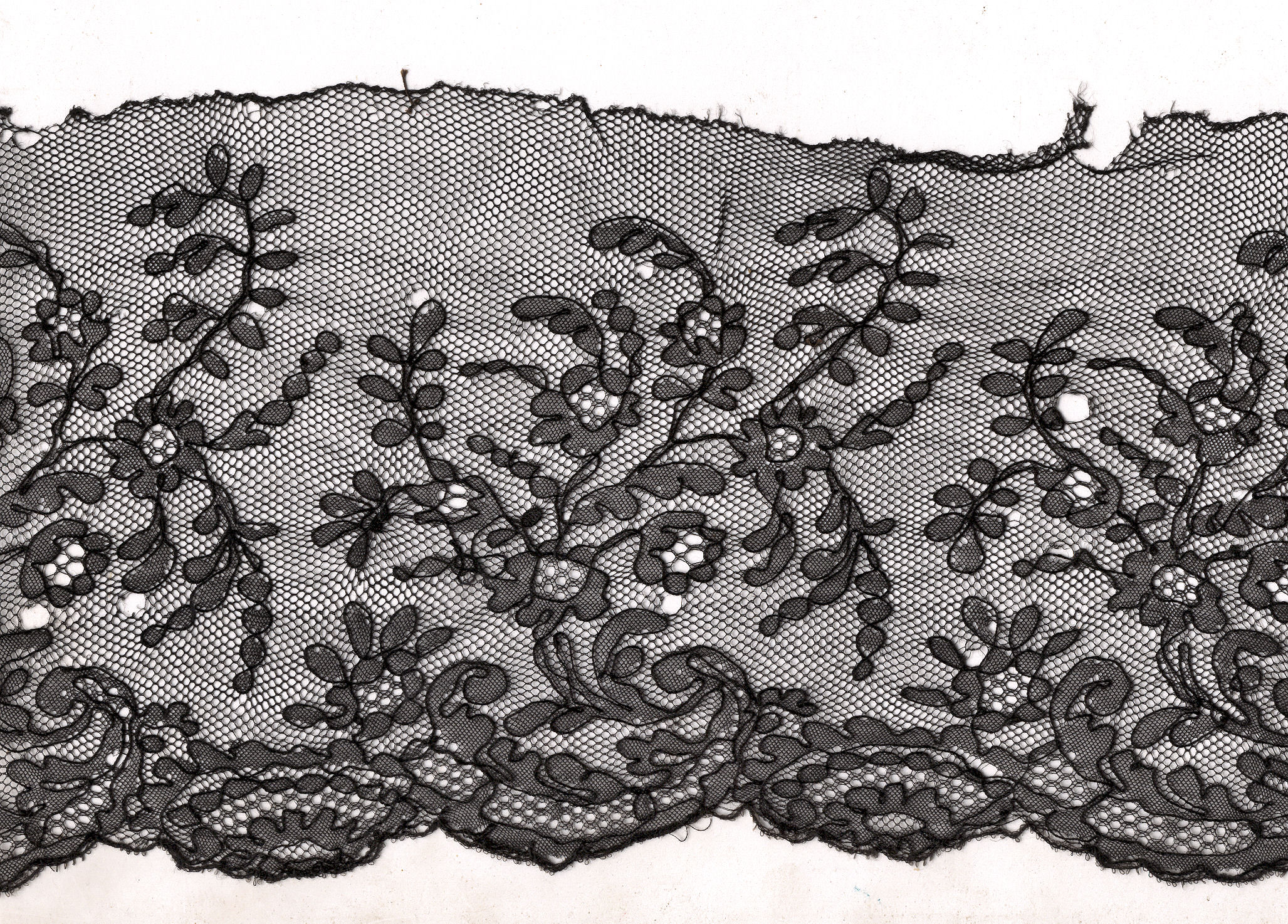
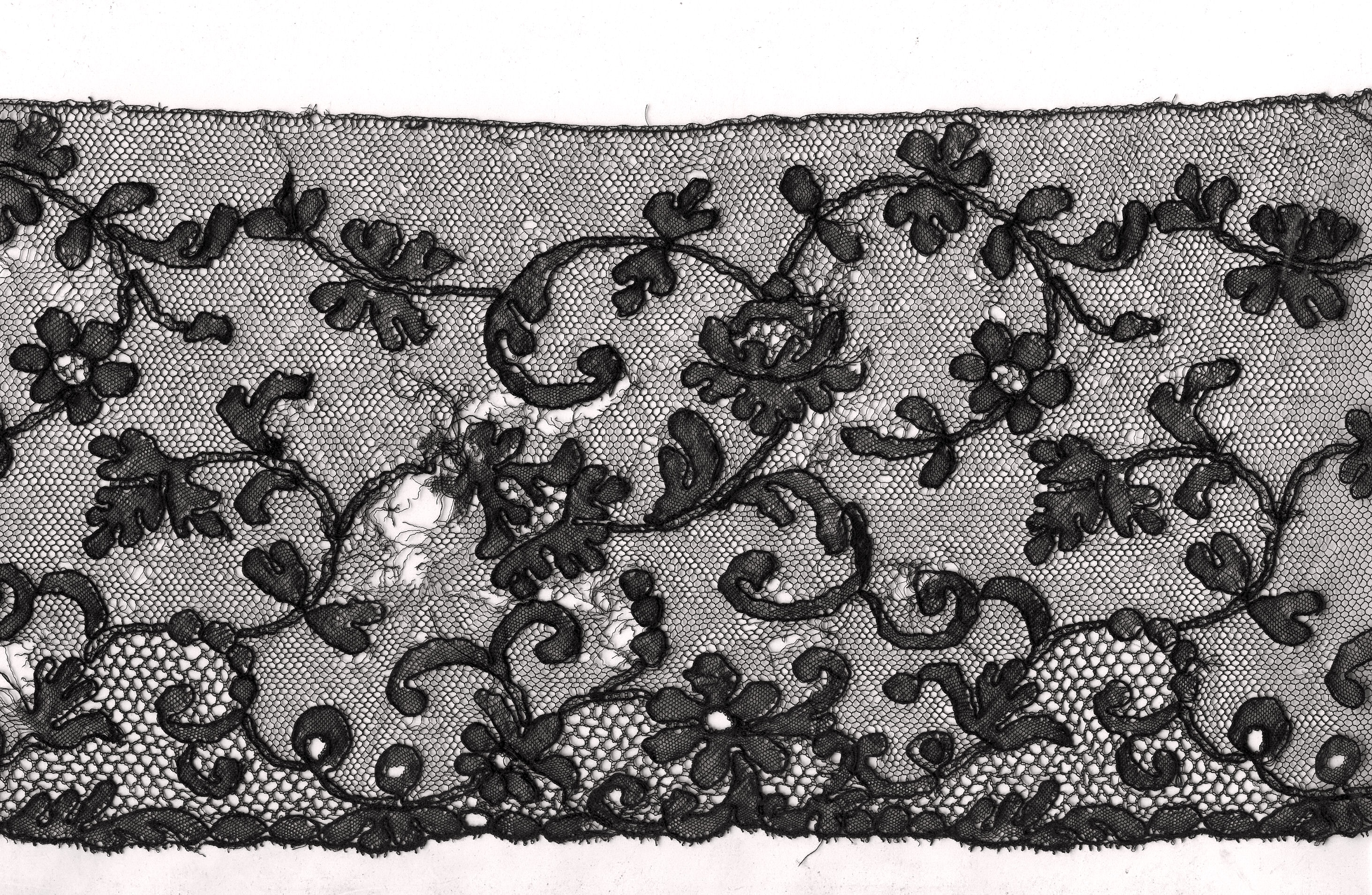
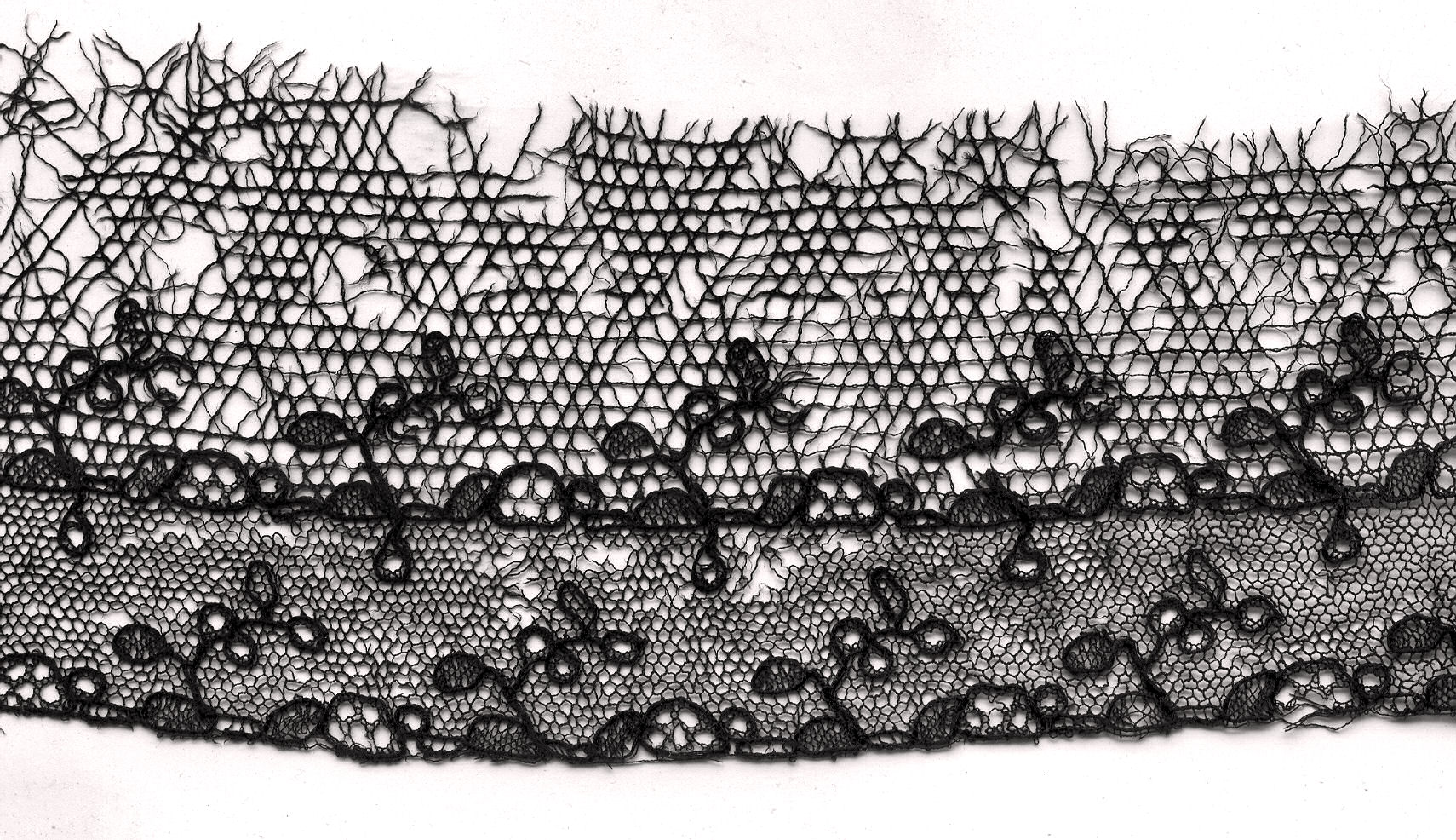
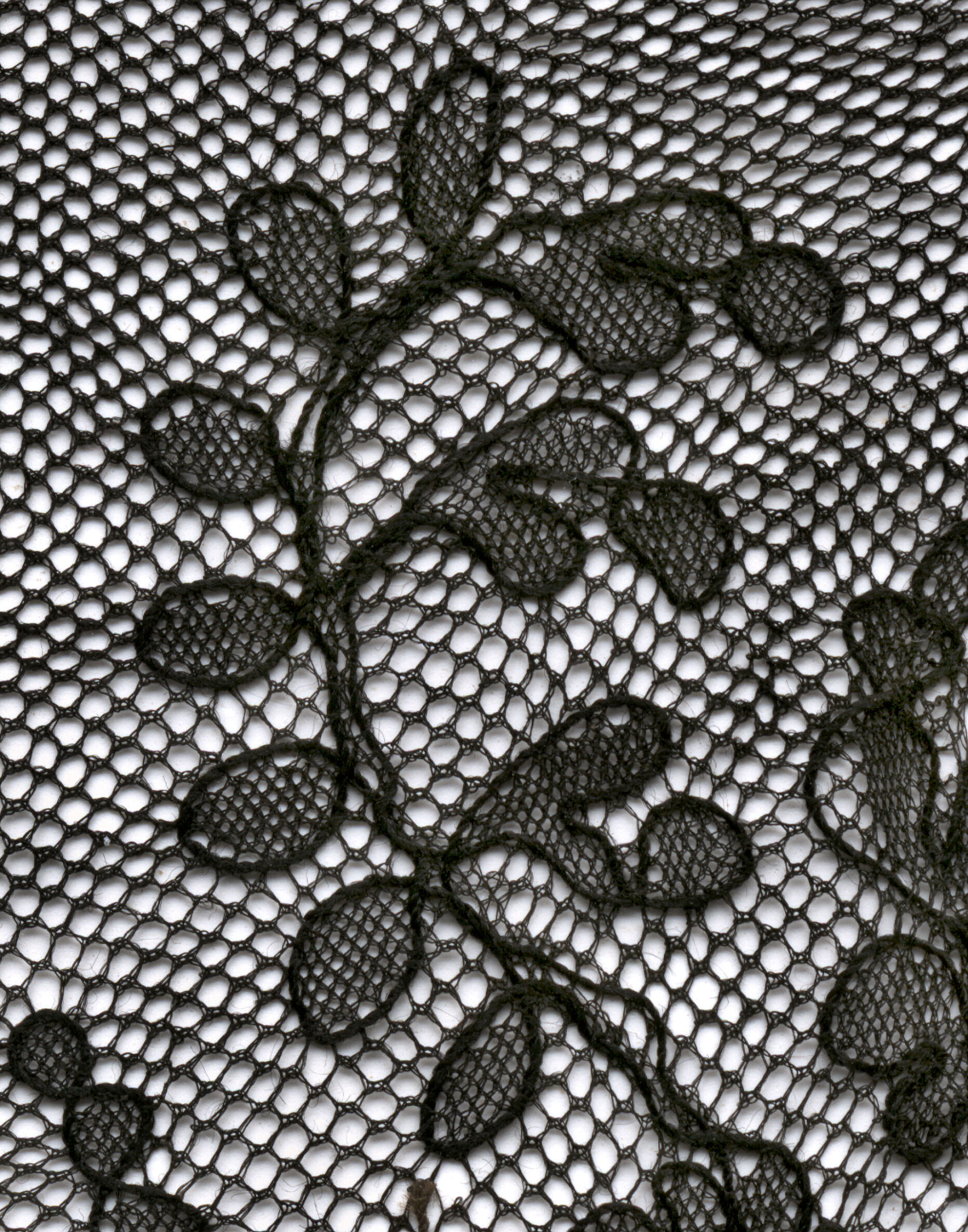